# Geissanthus sodiroanus
Geissanthus sodiroanus är en viveväxtart som beskrevs av Carl Christian Mez. Geissanthus sodiroanus ingår i släktet Geissanthus och familjen viveväxter. Inga underarter finns listade i Catalogue of Life.